# Конечное поле
Коне́чное по́ле, или по́ле Галуа́ в общей алгебре — поле, состоящее из конечного числа элементов; это число называется поря́дком поля.
Конечное поле обычно обозначается {\displaystyle \mathbb {F} _{q}} или {\displaystyle \mathrm {GF} (q)} (сокращение от англ. Galois field) и называется полем Галуа порядка {\displaystyle q}, где {\displaystyle q} — число элементов поля.
С точностью до изоморфизма конечное поле полностью определяется его порядком, который всегда является степенью какого-нибудь простого числа, то есть {\displaystyle q=p^{n}}, где {\displaystyle p} — простое число, а {\displaystyle n} — любое натуральное число. При этом {\displaystyle p}  будет являться характеристикой этого поля.
Понятие конечного поля используется в теории чисел, теории групп, алгебраической геометрии, криптографии.

## Определение и свойства
Конечным полем называется конечное множество, на котором определены произвольные операции, называемые сложением, умножением, вычитанием и делением (кроме деления на 0) в соответствии с аксиомами поля.
Мультипликативная группа конечного поля циклична. То есть все ненулевые элементы поля {\displaystyle \mathbb {F} _{q}} образуют группу относительно операции умножения (эта группа называется мультипликативной группой поля и обозначается {\displaystyle \mathbb {F} _{q}^{*}}). Эта группа является циклической, то есть в ней есть порождающий элемент, а все остальные элементы получаются возведением в степень порождающего. То есть, существует {\displaystyle g} — порождающий элемент, такой что для любого {\displaystyle a\in \mathbb {F} _{q}^{*}}, можно записать:
{\displaystyle \exists n:g^{n}=a\mod q}.
Порождающий элемент {\displaystyle \mathbb {F} _{q}^{*}} называется также примитивным элементом поля {\displaystyle \mathbb {F} _{q}.} Поле {\displaystyle \mathbb {F} _{q}} содержит {\displaystyle \varphi (q-1)} примитивных элементов, где {\displaystyle \varphi } — функция Эйлера.
Также поле обладает рядом других свойств:
- Согласно малой теореме Ферма, каждый элемент поля {\displaystyle \mathbb {F} _{q}} удовлетворяет равенству {\displaystyle a^{q}=a}[2].
- Поле {\displaystyle \mathbb {F} _{p^{n}}} содержит в себе в качестве подполя {\displaystyle \mathbb {F} _{p^{k}}} тогда и только тогда, когда {\displaystyle k} является делителем {\displaystyle n}[1].
- Если {\displaystyle f\in \mathbb {F} _{q}[x]} — неприводимый многочлен степени {\displaystyle m}, то поле {\displaystyle \mathbb {F} _{q^{m}}} содержит любой его корень {\displaystyle \alpha }, причём множество всех его корней имеет вид {\displaystyle \{\alpha ,\alpha ^{q},\ldots ,\alpha ^{q^{m-1}}\}}. Таким образом, {\displaystyle \mathbb {F} _{q^{m}}} является полем разложения многочлена {\displaystyle f} над полем {\displaystyle \mathbb {F} _{q}}[7].
- Для каждого конечного поля {\displaystyle \mathbb {F} _{q}} и натурального числа {\displaystyle n} произведение всех нормированных неприводимых над {\displaystyle \mathbb {F} _{q}} многочленов, степень которых делит {\displaystyle n}, равно {\displaystyle x^{q^{n}}-x.} В частности, сумма степеней таких многочленов равна {\displaystyle q^{n}}[8].
- Число {\displaystyle N(q,n)} нормированных многочленов степени n, неприводимых над полем {\displaystyle \mathbb {F} _{q},} определяется по формуле {\displaystyle N(q,n)={\frac {1}{n}}\sum _{d|n}\mu (d)q^{\frac {n}{d}}}, где {\displaystyle \mu } — функция Мёбиуса. Это утверждение следует из формулы {\displaystyle q^{n}=\sum _{d|n}dN(q,d)} после применения формулы обращения Мёбиуса[9].

## Поле с простым числом элементов
Любое поле простого порядка может быть представлено кольцом вычетов (т.е. любое поле из {\displaystyle \mathbb {F} _{p}} элементов изоморфно кольцу вычетов {\displaystyle \mathbb {Z} /(p)}).
Наиболее известный пример конечного поля — поле классов вычетов по модулю простого числа {\displaystyle p}, обозначаемое {\displaystyle \mathbb {Z} /(p)}. Это поле можно представить следующим образом.
Для простого числа {\displaystyle p} элементами поля будут числа {\displaystyle \{0,1,...,p-1\}}. Сложение и умножение определены как сложение и умножение чисел с приведением результата по модулю {\displaystyle p}.
Ниже приведены примеры таких полей с двумя элементами и тремя элементами.

## Связь с кольцами вычетов
Не следует путать конечные поля {\displaystyle \mathbb {F} _{p^{n}}} и кольца вычетов {\displaystyle \mathbb {Z} /(p^{n})}. Только когда порядок — простое число, кольцо вычетов является полем.
При n > 1 кольцо вычетов {\displaystyle \mathbb {Z} /(p^{n})} полем не является. Пример.
В поле {\displaystyle \mathbb {F} _{8}} для любого элемента верно {\displaystyle x+x=0}.
В кольце {\displaystyle \mathbb {Z} _{8}}, вычисляя {\displaystyle x+x}, мы получим 0 только в двух случаях, когда {\displaystyle x=4,x=0}. Это кольцо имеет делители нуля: {\displaystyle 2\cdot 4=0{\pmod {8}}}.

## Характеризация конечных полей
Характеристика каждого конечного поля является простым числом. Пусть {\displaystyle F} — конечное поле. Тогда оно состоит из {\displaystyle p^{n}} элементов, где {\displaystyle p} — характеристика поля {\displaystyle F}, а натуральное число {\displaystyle n} — степень поля {\displaystyle F} над его простым подполем.
Согласно теореме о существовании и единственности конечных полей, для каждого простого числа {\displaystyle p} и натурального числа {\displaystyle n} существует конечное поле из {\displaystyle p^{n}} элементов и любое конечное поле из {\displaystyle q=p^{n}} элементов изоморфно полю разложения многочлена {\displaystyle x^{q}-x} над полем {\displaystyle \mathbb {F} _{p}}. Данная теорема позволяет говорить о вполне определённом поле данного порядка {\displaystyle q} (то есть о поле Галуа из {\displaystyle q} элементов).

## Построение
Поле {\displaystyle \mathbb {F} _{p^{n}}} при n > 1 можно построить как факторкольцо {\displaystyle \mathbb {K} =\mathbb {F} _{p}[x]/(f(x))}, где {\displaystyle f(x)} — неприводимый многочлен степени n над полем {\displaystyle \mathbb {F} _{p}}. Таким образом, для построения поля из {\displaystyle p^{n}} элементов достаточно отыскать многочлен степени {\displaystyle n}, неприводимый над полем {\displaystyle \mathbb {F} _{p}} (такой многочлен всегда существует). Элементами поля {\displaystyle \mathbb {K} } являются классы вычетов многочленов степени меньшей {\displaystyle n} с коэффициентами из {\displaystyle \mathbb {F} _{p}} по модулю главного идеала, порождённого многочленом {\displaystyle f(x)}.
Элемент {\displaystyle \alpha =x+(f(x))\in \mathbb {F} _{p}[x]/(f(x))} является корнем многочлена {\displaystyle f(x)}, и поле {\displaystyle \mathbb {F} _{p}[x]/(f(x))} порождается этим элементом над полем {\displaystyle \mathbb {F} _{p}}, поэтому переход от поля {\displaystyle \mathbb {F} _{p}} к полю {\displaystyle \mathbb {F} _{p}[x]/(f(x))} называется присоединением к полю {\displaystyle \mathbb {F} _{p}} корня неприводимого многочлена {\displaystyle f(x)}.

## Примеры

### Поле из двух элементов
Поле {\displaystyle \mathbb {F} _{2}} состоит из двух элементов, но оно может быть задано разными способами в зависимости от выбора элементов и определения операций сложения и умножения на них:
- Как множество из двух чисел «0» и «1», на котором операции сложения и умножения определены как сложение и умножение чисел с приведением результата по модулю 2 ({\displaystyle \mathbb {F} _{2}=\{0,1\}}):

| + | 0 | 1 |
| - | - | - |
| 0 | 0 | 1 |
| 1 | 1 | 0 |

| × | 0 | 1 |
| - | - | - |
| 0 | 0 | 0 |
| 1 | 0 | 1 |

С обычной арифметикой {\displaystyle 0+0=0,\quad 0+1=1+0=1,\quad 1+1=0,\quad 0\cdot 0=0\cdot 1=1\cdot 0=0,\quad 1\cdot 1=1.} Эта логика лежит в основе двоичной системы компьютеров.
- Как множество из двух логических объектов «ЛОЖЬ» (F) и «ИСТИНА» (T), на котором операции сложения и умножения определены как булевые операции «исключающее или» и «и» соответственно:

| + | F | T |
| - | - | - |
| F | F | T |
| T | T | F |

| × | F | T |
| - | - | - |
| F | F | F |
| T | F | T |

Данные поля являются изоморфными друг другу, т. е. это фактически два разных способа задания одного и того же поля.

### Поле из трёх элементов
Поле {\displaystyle \mathbb {F} _{3}=\{0,1,2\}}. Сложения и умножения определены как сложение и умножение чисел по модулю 3. Таблицы операций {\displaystyle \mathbb {F} _{3}} имеют вид:
| + | 0 | 1 | 2 |
| - | - | - | - |
| 0 | 0 | 1 | 2 |
| 1 | 1 | 2 | 0 |
| 2 | 2 | 0 | 1 |

| × | 0 | 1 | 2 |
| - | - | - | - |
| 0 | 0 | 0 | 0 |
| 1 | 0 | 1 | 2 |
| 2 | 0 | 2 | 1 |

Остатки от деления на 3 образуют {\displaystyle \mathbb {F} _{3}} из трёх элементов (где {\displaystyle {\frac {1}{2}}=2,} поскольку {\displaystyle 2\cdot 2=1} для остатков от деления на 3). 
Остатки же от деления на 4 поля не образуют, ибо элемент 2 не имеет обратного.

### Поле из четырёх элементов
Поле {\displaystyle \mathbb {F} _{4}} можно представить как множество {\displaystyle \{0,1,\alpha ,\alpha +1\}} (где {\displaystyle \alpha } — корень многочлена {\displaystyle f(x)=x^{2}+x+1} над полем {\displaystyle \mathbb {F} _{2}}, то есть {\displaystyle \alpha ^{2}=-\alpha -1=\alpha +1}). Таблицы операций {\displaystyle \mathbb {F} _{4}} имеют вид:
| +                         | 0                         | 1                         | {\displaystyle \alpha }   | {\displaystyle \alpha +1} |
| ------------------------- | ------------------------- | ------------------------- | ------------------------- | ------------------------- |
| 0                         | 0                         | 1                         | {\displaystyle \alpha }   | {\displaystyle \alpha +1} |
| 1                         | 1                         | 0                         | {\displaystyle \alpha +1} | {\displaystyle \alpha }   |
| {\displaystyle \alpha }   | {\displaystyle \alpha }   | {\displaystyle \alpha +1} | 0                         | 1                         |
| {\displaystyle \alpha +1} | {\displaystyle \alpha +1} | {\displaystyle \alpha }   | 1                         | 0                         |

| ×                         | 0 | 1                         | {\displaystyle \alpha }   | {\displaystyle \alpha +1} |
| ------------------------- | - | ------------------------- | ------------------------- | ------------------------- |
| 0                         | 0 | 0                         | 0                         | 0                         |
| 1                         | 0 | 1                         | {\displaystyle \alpha }   | {\displaystyle \alpha +1} |
| {\displaystyle \alpha }   | 0 | {\displaystyle \alpha }   | {\displaystyle \alpha +1} | 1                         |
| {\displaystyle \alpha +1} | 0 | {\displaystyle \alpha +1} | 1                         | {\displaystyle \alpha }   |

### Поле из девяти элементов
Для построения поля {\displaystyle \mathbb {F} _{9}=\mathrm {GF} (3^{2})} достаточно найти нормированный многочлен степени 2, неприводимый над {\displaystyle \mathbb {F} _{3}}. Такими многочленами являются:
| {\displaystyle x^{2}+1}    |
| {\displaystyle x^{2}+x+2}  |
| {\displaystyle x^{2}+2x+2} |

Для {\displaystyle x^{2}+1} искомое поле есть {\displaystyle \mathbb {F} _{9}=\mathbb {Z} _{3}[x]/(x^{2}+1)} (если вместо {\displaystyle x^{2}+1} взять другой многочлен, то получится новое поле, изоморфное старому). В приведённых ниже таблицах символ {\displaystyle i} обозначает класс эквивалентности многочлена {\displaystyle x} в факторкольце {\displaystyle \mathbb {Z} _{3}[x]/(x^{2}+1)}, удовлетворяющий уравнению {\displaystyle i^{2}+1=0}.
Таблица сложения в  {\displaystyle \mathbb {F} _{9}}  определяется, исходя из соотношения {\displaystyle 1+1+1=0}:
| +                    | 0                    | 1                    | 2                    | {\displaystyle i}    | {\displaystyle i+1}  | {\displaystyle i+2}  | {\displaystyle 2i}   | {\displaystyle 2i+1} | {\displaystyle 2i+2} |
| -------------------- | -------------------- | -------------------- | -------------------- | -------------------- | -------------------- | -------------------- | -------------------- | -------------------- | -------------------- |
| 0                    | 0                    | 1                    | 2                    | {\displaystyle i}    | {\displaystyle i+1}  | {\displaystyle i+2}  | {\displaystyle 2i}   | {\displaystyle 2i+1} | {\displaystyle 2i+2} |
| 1                    | 1                    | 2                    | 0                    | {\displaystyle i+1}  | {\displaystyle i+2}  | {\displaystyle i}    | {\displaystyle 2i+1} | {\displaystyle 2i+2} | {\displaystyle 2i}   |
| 2                    | 2                    | 0                    | 1                    | {\displaystyle i+2}  | {\displaystyle i}    | {\displaystyle i+1}  | {\displaystyle 2i+2} | {\displaystyle 2i}   | {\displaystyle 2i+1} |
| {\displaystyle i}    | {\displaystyle i}    | {\displaystyle i+1}  | {\displaystyle i+2}  | {\displaystyle 2i}   | {\displaystyle 2i+1} | {\displaystyle 2i+2} | 0                    | 1                    | 2                    |
| {\displaystyle i+1}  | {\displaystyle i+1}  | {\displaystyle i+2}  | {\displaystyle i}    | {\displaystyle 2i+1} | {\displaystyle 2i+2} | {\displaystyle 2i}   | 1                    | 2                    | 0                    |
| {\displaystyle i+2}  | {\displaystyle i+2}  | {\displaystyle i}    | {\displaystyle i+1}  | {\displaystyle 2i+2} | {\displaystyle 2i}   | {\displaystyle 2i+1} | 2                    | 0                    | 1                    |
| {\displaystyle 2i}   | {\displaystyle 2i}   | {\displaystyle 2i+1} | {\displaystyle 2i+2} | 0                    | 1                    | 2                    | {\displaystyle i}    | {\displaystyle i+1}  | {\displaystyle i+2}  |
| {\displaystyle 2i+1} | {\displaystyle 2i+1} | {\displaystyle 2i+2} | {\displaystyle 2i}   | 1                    | 2                    | 0                    | {\displaystyle i+1}  | {\displaystyle i+2}  | {\displaystyle i}    |
| {\displaystyle 2i+2} | {\displaystyle 2i+2} | {\displaystyle 2i}   | {\displaystyle 2i+1} | 2                    | 0                    | 1                    | {\displaystyle i+2}  | {\displaystyle i}    | {\displaystyle i+1}  |

Таблица умножения в {\displaystyle \mathbb {F} _{9}} определяется из соотношения {\displaystyle i^{2}=-1}:
| ×                    | 0 | 1                    | 2                    | {\displaystyle i}    | {\displaystyle i+1}  | {\displaystyle i+2}  | {\displaystyle 2i}   | {\displaystyle 2i+1} | {\displaystyle 2i+2} |
| -------------------- | - | -------------------- | -------------------- | -------------------- | -------------------- | -------------------- | -------------------- | -------------------- | -------------------- |
| 0                    | 0 | 0                    | 0                    | 0                    | 0                    | 0                    | 0                    | 0                    | 0                    |
| 1                    | 0 | 1                    | 2                    | {\displaystyle i}    | {\displaystyle i+1}  | {\displaystyle i+2}  | {\displaystyle 2i}   | {\displaystyle 2i+1} | {\displaystyle 2i+2} |
| 2                    | 0 | 2                    | 1                    | {\displaystyle 2i}   | {\displaystyle 2i+2} | {\displaystyle 2i+1} | {\displaystyle i}    | {\displaystyle i+2}  | {\displaystyle i+1}  |
| {\displaystyle i}    | 0 | {\displaystyle i}    | {\displaystyle 2i}   | 2                    | {\displaystyle i+2}  | {\displaystyle 2i+2} | 1                    | {\displaystyle i+1}  | {\displaystyle 2i+1} |
| {\displaystyle i+1}  | 0 | {\displaystyle i+1}  | {\displaystyle 2i+2} | {\displaystyle i+2}  | {\displaystyle 2i}   | 1                    | {\displaystyle 2i+1} | 2                    | {\displaystyle i}    |
| {\displaystyle i+2}  | 0 | {\displaystyle i+2}  | {\displaystyle 2i+1} | {\displaystyle 2i+2} | 1                    | {\displaystyle i}    | {\displaystyle i+1}  | {\displaystyle 2i}   | 2                    |
| {\displaystyle 2i}   | 0 | {\displaystyle 2i}   | {\displaystyle i}    | 1                    | {\displaystyle 2i+1} | {\displaystyle i+1}  | 2                    | {\displaystyle 2i+2} | {\displaystyle i+2}  |
| {\displaystyle 2i+1} | 0 | {\displaystyle 2i+1} | {\displaystyle i+2}  | {\displaystyle i+1}  | 2                    | {\displaystyle 2i}   | {\displaystyle 2i+2} | {\displaystyle i}    | 1                    |
| {\displaystyle 2i+2} | 0 | {\displaystyle 2i+2} | {\displaystyle i+1}  | {\displaystyle 2i+1} | {\displaystyle i}    | 2                    | {\displaystyle i+2}  | 1                    | {\displaystyle 2i}   |

Элемент {\displaystyle i+1} имеет порядок 8 и является примитивным. Элемент {\displaystyle i} не является примитивным, так как {\displaystyle i^{4}=1} (другими словами, многочлен {\displaystyle x^{2}+1\in \mathbb {F} _{3}[x]} не является примитивным).

### Мультипликативная группа поля из 16 элементов
Когда поле {\displaystyle \mathbb {F} _{16}=\mathrm {GF} (2^{4})} строится с помощью неприводимого многочлена {\displaystyle x^{4}+x+1}, элементы расширения задаются наборами коэффициентов многочлена, который получается в остатке при делении на {\displaystyle x^{4}+x+1}, записанными в порядке возрастания степеней. Мультипликативная группа порождается элементом {\displaystyle \alpha =x}, который записывается как (0, 1, 0, 0).
| Многочлен                                                                             | Степень {\displaystyle \alpha } | {\displaystyle 1,x,x^{2},x^{3}} |
| ------------------------------------------------------------------------------------- | ------------------------------- | ------------------------------- |
| 1                                                                                     | {\displaystyle \alpha ^{0}}     | (1, 0, 0, 0)                    |
| {\displaystyle \alpha }                                                               | {\displaystyle \alpha }         | (0, 1, 0, 0)                    |
| {\displaystyle \alpha ^{2}}                                                           | {\displaystyle \alpha ^{2}}     | (0, 0, 1, 0)                    |
| {\displaystyle \alpha ^{3}}                                                           | {\displaystyle \alpha ^{3}}     | (0, 0, 0, 1)                    |
| {\displaystyle 1+\alpha }                                                             | {\displaystyle \alpha ^{4}}     | (1, 1, 0, 0)                    |
| {\displaystyle \alpha +\alpha ^{2}}                                                   | {\displaystyle \alpha ^{5}}     | (0, 1, 1, 0)                    |
| {\displaystyle \alpha ^{2}+\alpha ^{3}}                                               | {\displaystyle \alpha ^{6}}     | (0, 0, 1, 1)                    |
| {\displaystyle \alpha ^{3}+\alpha +1=\alpha ^{3}+\alpha ^{4}}                         | {\displaystyle \alpha ^{7}}     | (1, 1, 0, 1)                    |
| {\displaystyle 1+\alpha ^{2}=\alpha +1+\alpha ^{2}+\alpha }                           | {\displaystyle \alpha ^{8}}     | (1, 0, 1, 0)                    |
| {\displaystyle \alpha +\alpha ^{3}}                                                   | {\displaystyle \alpha ^{9}}     | (0, 1, 0, 1)                    |
| {\displaystyle \alpha ^{2}+1+\alpha =\alpha ^{2}+\alpha ^{4}}                         | {\displaystyle \alpha ^{10}}    | (1, 1, 1, 0)                    |
| {\displaystyle \alpha +\alpha ^{2}+\alpha ^{3}}                                       | {\displaystyle \alpha ^{11}}    | (0, 1, 1, 1)                    |
| {\displaystyle 1+\alpha +\alpha ^{2}+\alpha ^{3}=\alpha ^{2}+\alpha ^{3}+\alpha ^{4}} | {\displaystyle \alpha ^{12}}    | (1, 1, 1, 1)                    |
| {\displaystyle 1+\alpha ^{2}+\alpha ^{3}=\alpha +\alpha ^{2}+\alpha ^{3}+\alpha ^{4}} | {\displaystyle \alpha ^{13}}    | (1, 0, 1, 1)                    |
| {\displaystyle 1+\alpha ^{3}=\alpha +\alpha ^{3}+\alpha ^{4}}                         | {\displaystyle \alpha ^{14}}    | (1, 0, 0, 1)                    |
| {\displaystyle 1=\alpha +\alpha ^{4}}                                                 | {\displaystyle \alpha ^{15}}    | (1, 0, 0, 0)                    |

## История изучения
Начала теории конечных полей восходят к XVII и XVIII веку. Над этой темой работали такие учёные, как Пьер Ферма, Леонард Эйлер, Жозеф Луи Лагранж и Адриен Мари Лежандр, которых можно считать основателями теории конечных полей простого порядка. Однако больший интерес представляет общая теория конечных полей, берущая своё начало с работ Гаусса и Галуа. До некоторого времени эта теория находила применение только в алгебре и теории чисел, однако впоследствии были найдены новые точки соприкосновения с алгебраической геометрией, комбинаторикой и теорией кодирования.

### Вклад Галуа
В 1830 году восемнадцатилетний Эварист Галуа опубликовал работу, которая положила основу общей теории конечных полей. В этой работе Галуа (в связи с исследованиями по теории групп перестановок и алгебраических уравнений) вводит воображаемый корень сравнения {\displaystyle F(x)\equiv 0{\pmod {p}}}, где {\displaystyle F(x)} — произвольный многочлен степени {\displaystyle \nu }, неприводимый по модулю p. После этого рассматривается общее выражение {\displaystyle A=a_{0}+{a_{1}}i+{a_{2}}i^{2}+\ldots +a_{\nu -1}i^{\nu -1}}, где {\displaystyle a_{0},a_{1},...,a_{\nu -1}} — некие целые числа по модулю p. Если присваивать этим числам всевозможные значения, выражение {\displaystyle A} будет принимать {\displaystyle p^{\nu }} значений. Далее Галуа показывает, что эти значения образуют поле и мультипликативная группа этого поля является циклической. Таким образом, эта работа является первым камнем в фундаменте общей теории конечных полей. В отличие от его предшественников, рассматривающих только поля {\displaystyle \mathbb {F} _{p}}, Галуа рассматривает уже поля {\displaystyle \mathbb {F} _{p^{n}}}, которые начали называть полями Галуа в его честь.
Первая работа в этом направлении была написана Гауссом примерно в 1797 году, однако при его жизни это исследование так и не было издано. Вероятно, данное исследование было проигнорировано редактором его сочинений, поэтому на свет эта работа появилась только в посмертном издании в 1863 году.

### Дальнейшее развитие
В 1893 году математик Элиаким Мур доказал теорему о классификации конечных полей, утверждающую, что любое конечное поле является полем Галуа, то есть любое поле из {\displaystyle p^{n}} элементов изоморфно полю классов вычетов многочленов с коэффициентами из {\displaystyle \mathbb {F} _{p}} по модулю неприводимого многочлена степени {\displaystyle n}. К этому же году относится первая попытка дать аксиоматический подход к теории конечных полей, осуществленная Генрихом Вебером, который пытался объединить в своей работе понятия, возникшие в различных разделах математики, в том числе и понятие конечного поля. Далее в 1905 году Джозеф Веддербёрн доказывает малую теорему Веддербёрна о том, что любое конечное тело коммутативно, то есть является полем. Современное аксиоматическое определение поля (с конечными полями в качестве частного случая) принадлежит Эрнсту Штайницу и изложено в его работе 1910 года.

## Приложения

### Диофантовы уравнения
Диофантово уравнение является уравнением с целыми коэффициентами, в котором переменные также принимают целочисленные значения. Большую волну обсуждения таких уравнений вызвал Ферма, сформулировав свои теоремы. Малая теорема Ферма утверждает, что если {\displaystyle p} — простое число, не являющееся делителем другого числа {\displaystyle a}, то {\displaystyle a^{p-1}\equiv 1{\pmod {p}}}. В теории конечных полей эта теорема является следствием теоремы Лагранжа, применённой к мультипликативной подгруппе, порождённой элементом {\displaystyle a}, так как вся мультипликативная группа поля {\displaystyle \mathbb {F} _{p}} состоит из {\displaystyle p-1} элементов.
Ферма замечает, что единственные простые числа, которые можно разложить в сумму двух квадратов — это те простые числа, которые дают остаток 1 при делении на 4. В частности, он отмечает, что
{\displaystyle 5=1^{2}+2^{2},\quad 13=2^{2}+3^{2},\quad 17=1^{2}+4^{2},\quad 29=2^{2}+5^{2},\quad 37=1^{2}+6^{2},\quad 41=4^{2}+5^{2}.}
В своём письме к Марену Мерсенну, датированном 25 декабря 1640 года, Ферма предлагает решить уравнение {\displaystyle a^{2}+b^{2}=p}.
Юлиус Дедекинд исследовал это уравнение в конечном поле {\displaystyle \mathbb {F} _{p}}, где оно принимает вид {\displaystyle a^{2}+b^{2}=0}. Если {\displaystyle b=0}, то решение тривиально. В противном случае можно разделить обе части на {\displaystyle b^{2}} и, введя замену, получить уравнение вида {\displaystyle x^{2}+1=0}. Домножением на {\displaystyle x^{2}-1=0} получается уравнение {\displaystyle x^{4}-1=0}. Считая {\displaystyle x} генератором мультипликативной подгруппы порядка 4, можно получить необходимые и достаточные условия на p, при которых уравнение имеет решение. Дальнейшее доказательство теоремы Ферма — Эйлера, проведённое Дедекиндом, не использует понятия конечных полей и его можно найти в соответствующей статье.

### Теория корректирующих кодов
Годом создания теории корректирующих кодов считается 1948 год, в котором была опубликована статья Клода Шеннона, в которой он показывает, что наличие ошибок при передаче информации по какому-либо каналу зависит в том числе от соотношения скорости передачи и пропускной способности канала. Скорость передачи должна быть выше пропускной способности. Шеннон привел доказательства, но они были признаны несостоятельными.
Конструктивный подход предложил Ричард Хэмминг, задав тем самым вектор развития многих более поздних статей данной тематики. В своей работе Хэмминг построил простой код, исправляющий ошибки определенным образом. Хэмминг рассматривал корректирующие коды только над полем {\displaystyle \mathbb {F} _{2}}. Вскоре подобные коды были построены над произвольными конечными полями Голеем в 1949 году. Однако наибольший вклад в эту теорию принадлежит Хэммингу.

### Криптография
Конечные поля получили широчайшее применение в криптографии. Основополагающей работой считается статья Диффи и Хелмана по криптографии с открытым ключом, в которой был предложен протокол обмена ключами. В этой работе использовались конечные поля определенного вида. Позже появилось великое множество криптографических протоколов и криптосистем, основанных на применении конечных полей. В их число входят схема Эль-Гамаля, Advanced Encryption Standard, схема Шнорра, алгоритм Чаума (слепая подпись), криптосистема XTR и многие другие. Алгоритмы на основе эллиптических кривых, являющиеся одним из ключевых объектов изучения в современной криптографии, также используют конечные поля.
Также зачастую качество шифрования зависит от способности быстро генерировать большие простые числа. Соответственно, встает задача построения алгоритма разложения числа на простые множители (определение простоты того или иного числа). Михаэль Рабин опубликовал исследование, в котором он предлагает тест простоты на основе свойств мультипликативной группы поля.

### Прочее
В 1960 году Р. К. Боуз и Д. К. Рой-Чоудхури опубликовали работу, в которой исследовали семейства многочленов над конечными полями. А. Хоквингем обобщил их теорию, что привело к созданию кода БЧХ, частным случаем которого является широко известный код Рида — Соломона, имеющий обширное применение. Он используется при записи и чтении в контроллерах оперативной памяти, при архивировании данных, записи информации на жесткие диски (ECC), записи на CD/DVD диски. Примечательно то, что при повреждении значительного объёма информации, или если испорчено несколько секторов дискового носителя, код Рида — Соломона позволяет восстановить большую часть потерянной информации. Код БЧХ используется также в системе связи некоторых зондов NASA (таких как Voyager).